# FADD
Fas-ассоциированный белок с доменом смерти (англ. Fas-associated protein with death domain, сокр. FADD) или белок, взаимодействующий с доменом смерти Fas-рецептора, также называемый MORT1 — адаптерный белок, кодируется одноимённым геном FADD, у человека он локализован на длинном плече (q-плече) 11-й хромосомы.
FADD является адапторным белком, который связывает членов суперсемейства рецепторов фактора некроза опухоли, таких как Fas-рецептор, с прокаспазами 8 и 10 , с образованием сигнального комплекса, вызывающего смерть (DISC) во время апоптоза. Помимо своей наиболее известной роли в апоптозе, FADD также играет роль в других процессах, включая пролиферацию клеток, регуляцию клеточного цикла и эмбриональное развитие.

## Структура
FADD — это белок с молекулярной массой 23 кДа, состоящий из 208 аминокислотных остатков. Он содержит два основных домена: C-концевого домена смерти (DD) и N-концевого эффекторного домена смерти (DED). Каждый домен, хотя и имеет очень небольшое сходство последовательностей, структурно сходен между собой, каждый из которых состоит из 6 α-спиралей. DD FADD связывается с рецепторами, такими как рецептор Fas, расположенного на плазматической мембране, посредством взаимодействия их доменов смерти. Взаимодействия между доменами смерти представляет собой электростатические взаимодействия с участием 2 и 3 α-спиралей 6-ти спирального домена. DED связывается с DED внутриклеточных молекул, таких как прокаспаза 8. Считается, что такое взаимодействие происходит за счёт гидрофобных групп.

## Функции

### Внешний апоптоз
После стимуляции Fas-лигандом (FasL) рецептор Fas тримеризуется. Многие рецепторы, включая Fas, содержат цитоплазматический DD и поэтому называются рецепторами смерти. FADD связывается с DD этой тримерной структуры посредством своего домена смерти, что приводит к демаскировки с DED FADD и последующему рекрутированию прокаспазы 8 и 10 посредством взаимодействия между DED FADD и прокаспаз соответственно. Данные взаимодействия создают комплекс, известный как сигнальный комплекс, индуцирующий смерть (DISC). Прокаспазы 8 и 10 известны как каспазы-инициаторы. Это неактивные молекулы, но когда они находятся в непосредственной близости с другими прокаспазами того же типа происходит аутокаталитическое расщепление остатка аспартата в их собственных структурах, в результате чего происходит активация белка. Этот активированный белок может затем расщеплять и активировать дальнейшие каспазы, инициируя каспазный каскад. Активированные каспазы могут продолжать расщеплять внутриклеточные белки, таких как ингибитор каспазо-активированной ДНКазы (ICAD), что в конечном итоге приводит к апоптозу клетки.
Связывание TRAIL с рецепторами смерти 4 и 5 (DR4 и DR5) может привести к апоптозу по тому же механизму.
Апоптоз также может быть вызван связыванием лиганда с рецептором фактора некроза опухоли 1 (TNFR1); однако механизм, с помощью которого это происходит, немного сложнее. Другой DD-содержащий адапторный белок, названный TRADD, наряду с другими белками связывается с активированным TNF1R, образуя так называемый комплекс I. Это приводит к активации пути NF-κB, который способствует выживанию клеток. Этот комплекс затем интернализуется, и FADD связывается с TRADD посредством взаимодействия DD двух адапторных белков, образуя так называемый комплекс II. FADD снова рекрутирует прокаспазу 8, которая инициирует каспазный каскад, приводящий к апоптозу.

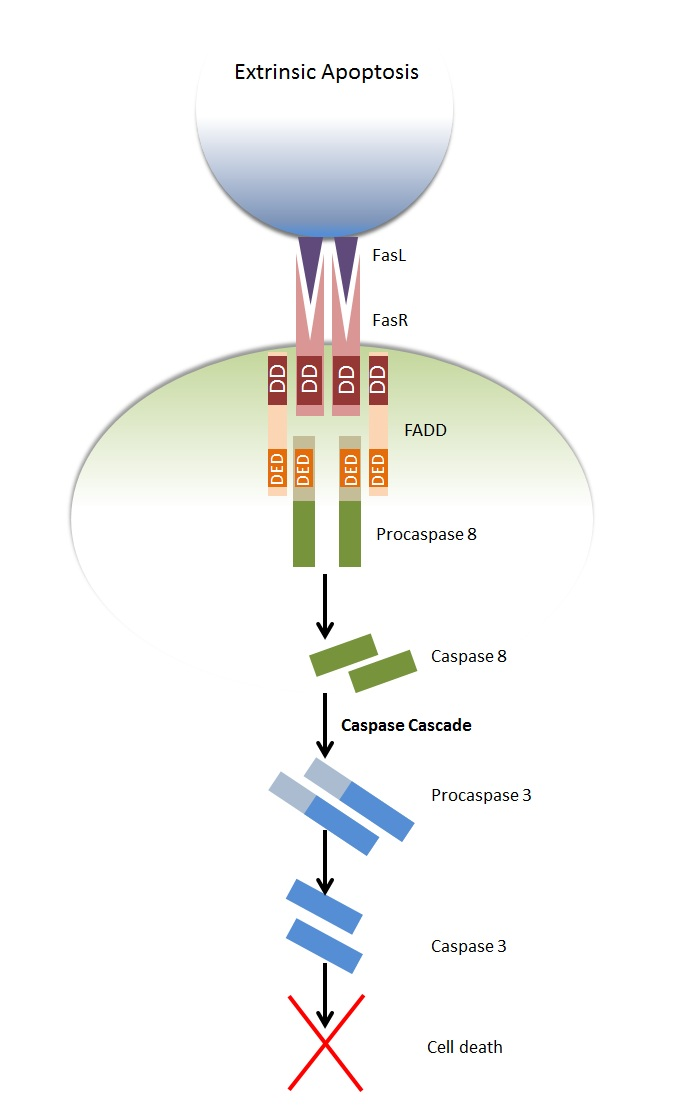
Диаграмма показывает внешний апоптотический путь, посредством которого рецептор Fas (FasR) на одной клетке стимулируется лигандом Fas (FasL) на другой клетке, рекрутируя FADD в FasR посредством взаимодействия между доменами смерти (DD) обеих молекул. Прокаспаза 8 рекрутируется в FADD и взаимодействует посредством эффекторных домены смерти (DED). Это приводит к расщеплению и активации прокаспазы 8, образуя каспазу 8, которая продолжает расщеплять и активировать другие каспазы, такие как прокаспаза 3, далее происходит инициация каспазного каскада, который приводит к гибели клеток.

### Некроптоз
FADD также играет роль в регуляции некроптоза, процесса, требующего серин/треонин киназы, RIPK1 и RIPK3. Активированная каспаза 8 расщепляет эти киназы, ингибируя некроптоз. Поскольку активация каспазы 8 требует FADD для того, чтобы молекулы прокаспазы 8 находились в непосредственной близости друг к другу, облегчая их активацию, FADD необходим для негативной регуляции некроптоза. В соответствии с этим, клетки имеющий дефицит FADD подвержены некроптозу, поскольку они не способны рекрутировать и активировать прокаспазу 8. FADD также может напрямую связываться с RIPK1 и RIPK3, однако важность этого взаимодействия в настоящее время неясна.

### Аутофагическая гибель клеток
Аутофагия — это процесс, который позволяет клеткам выживать в стрессовых условиях, но также может привести к их гибели.
Используя DD, FADD взаимодействует с ATG5, белком, участвующим в аутофагии. Было показано, что данное взаимодействие имеет важное значение для аутофагической гибели клеток, которая индуцируется гамма интерфероном (IFN-γ).
Напротив, было также обнаружено, что он ингибирует аутофагическую гибель клеток и, следовательно, способствует выживанию клеток. FADD связывается с ATG5 в комплексе, который также содержит ATG12, каспаза 8 и RIPK1. Образование этого комплекса стимулируется аутофагической передачей сигналов. Затем каспаза 8 расщепляет RIPK1, приводя к ингибированию этой передачи сигналов, тем самым ингибируя гибель клеток.

### Эмбриональное развитие
Нокаут FADD у эмбрионов мышей является летальным, показывая роль FADD в эмбриональном развитии. Считается, что это связано с ненормальным развитием сердца. Данная патология в развитии сердца может быть связана с FADD-зависимой регуляцией пути NF-κB.
FADD также играет роль в развитии глаз рыбок Данио-рерио.

### Регуляция клеточного цикла
Считается, что FADD играет роль в регуляции клеточного цикла Т-лимфоцитов. Эта регуляция зависит от фосфорилирования FADD на остатке серина-194, которое осуществляется казеинкиназой 1a (CKIα). Данная фосфорилированная форма FADD обнаруживается главным образом в ядре, и содержание фосфорилированной FADD значительно увеличивается в фазе G2 клеточного цикла по сравнению с фазой G1, где можно обнаружить только очень мало. Поскольку FADD обнаружен у митотического веретена во время G2, было предложено опосредовать переход G2/M, однако механизм, с помощью которого он это делает, пока неизвестен.

### Пролиферация лимфоцитов
FADD необходим для пролиферации Т-клеток, когда рецептор Т-клеток стимулируется антигеном. Напротив, FADD не влияет на пролиферацию B-клеток, вызванную стимуляцией B-клеточного рецептора. Однако он необходим для пролиферации В-клеток, вызванной стимуляцией TLR3 и TLR4.

### Воспаление
Активация передачи сигналов ядерного фактора каппа B (NF-κB) приводит к транскрипции различных провоспалительных цитокинов, а также антиапоптотических генов. Было обнаружено, что передача сигналов NF-κB ингибируется в FADD-дефицитных клетках после стимуляции рецепторов TNFR1 или Fas. Это говорит о роли FADD в активации пути NF-κB. И наоборот, FADD также играет роль в ингибировании этого пути. Обычно после стимуляции рецепторов TL4 или IL-1R1 белок-адаптер, MyD88, рекрутируется на плазматическую мембрану, где связывается с киназой, связанной с рецептором IL-1 (IRAK), посредством взаимодействия DD-DD. Это активирует сигнальный путь, который приводит к транслокации NF-κB в ядро, где он индуцирует транскрипцию воспалительных цитокинов. FADD может вмешиваться во взаимодействие между MyD88 и IRAK, связываясь с MyD88 через его DD, и поэтому такое взаимодействие нарушает каскад, который может привести к транслокации NF-κB и воспалению.

### Другие функции
FADD необходим для эффективного противовирусного ответа. При вирусной инфекции FADD необходим для повышения уровня молекул Irf7, необходимых для продукции IFN-α. IFN-α является ключевой молекулой, участвующей в ответной реакции против вирусов.
FADD участвует в активации фосфатаз, которые дефосфорилируют и дезактивируют протеинкиназу C (PKC). Без FADD PKC остаётся активной и способна продолжать сигнальные каскады, ведущие к процессам, включая перестройки цитоскелета и подвижность клеток.
Недавние исследования также показали, что FADD может играть роль в регулировании уровня глюкозы, и фосфорилированная форма FADD важна для этой функции.

## Регуляция

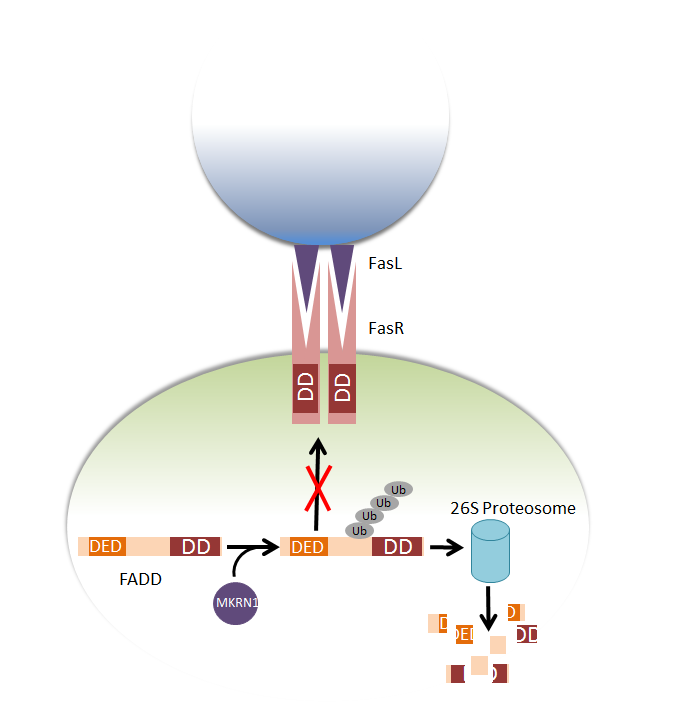
Регуляция FADD с помощью MKRN1: MKRN1 убиквитинирует FADD, направляя его на деградацию протеосомой 26S. Поскольку происходит процесс убиквитинирования белка, то FADD больше не может связываться с рецептором Fas (FasR), чтобы вызвать апоптоз.

### Субклеточная локализация
FADD может быть найден как в ядре, так и в цитоплазме клеток. Считается, что фосфорилирование остатка Ser194 FADD у людей (или Ser191 у мышей) регулирует его субклеточную локализацию. Последовательность ядерной локализации и сигнал ядерного экспорта, оба расположенные в DED FADD, также необходимы для того, чтобы он входил и выходил из ядра. В зависимости от своей субклеточной локализации, FADD может играть разные роли. В цитоплазме его основной функцией является индукция апоптоза. Тем не менее, в ядре, он может иметь противоположный эффект и вместо этого способствовать выживанию клеток.

### c-FLIP
Клеточный ингибиторный белок FLICE (c-FLIP) представляет собой регуляторный белок, который содержит два DED. Существует две изоформы C-FLIP: C-FLIPS и FLIPL. Первоначально считалось, что он действует как негативный регулятор апоптоза, связываясь с DED FADD и, следовательно, предотвращая связывание прокаспазы 8 и ингибируя образование DISC. Однако, было замечено, что и c-FLIP, и прокаспаза 8 могут быть обнаружены в одном и том же комплексе DISC. Поэтому было высказано предположение, что присутствие c-FLIP ингибирует тесное взаимодействие прокаспаз друг с другом. Без этой непосредственной близости прокаспазы не могут быть полностью расщеплены и остаются в неактивном состоянии.

### PKC
Активность протеинкиназы С оказывает негативное влияние на апоптоз, опосредованный рецептором Fas. Это потому, что она ингибирует рекрутирование FADD рецептора и, таким образом, DISC не образуется. Было показано, что при увеличении или уменьшении количества PKC в Т-клетках FADD рекрутируется FasR больше (усиленно) или меньше (ослаблено) соответственно, при стимуляции рецептора.

### MKRN1
MKRN1 представляет собой E3-убиквитинлигазу, которая негативно регулирует FADD, направляя его на опосредованную убиквитином деградацию. При этом MKRN1 способен контролировать уровень апоптоза.

## Роль в воспалительных заболеваниях
Повышенные уровни FADD были обнаружены в лейкоцитах пациентов с рецидивирующим ремиттирующим рассеянным склерозом, способствующего воспалению. Предполагается, что при ревматоидном артрите стимуляция Fas-рецепторов на макрофагах приводит к образованию FADD-содержащих DISC. Образование этих FADD-секвестров вдали от MyD88, позволяет MyD88 взаимодействовать с IRAK и вызывать усиленное воспаление, связанное с данным заболеванием.

## Роль в злокачественных опухолях
Поскольку FADD играет очень важную роль в апоптозе, потеря FADD может дать злокачественным клеткам пролиферативное преимущество, поскольку апоптоз больше не будет индуцироваться при стимуляции рецепторов Fas.
Тем не менее, существует значительная положительная регуляция FADD при раке яичников и плоскоклеточном раке головы и шеи. Пока не ясно, какое преимущество это имеет для раковых клеток, но учитывая роль FADD в регуляции клеточного цикла и выживании клеток, вполне вероятно, что оно может быть связано с ней. Существуют также повышенные уровни FADD при немелкоклеточном раке лёгких. FADD может использоваться в качестве прогнозируемых маркеров для обоих этих заболеваний, при этом высокий уровень FADD коррелирует с плохим исходом.

### Терапевтическая цель
Таксол является лекарственным средством, используемым в противоопухолевой терапии, вследствие его способности вмешиваться в сборку микротрубочек, что приводит к остановке клеточного цикла. Фосфорилированный по Ser194 FADD, делает клетки более чувствительными к остановке клеточного цикла, вызванной таксолом. Таксол также может вызывать апоптоз клеток, и для этого требуется прокаспаза 10, которая активируется путём рекрутирования в FADD.
Было показано, что активация JNK приводит к фосфорилированию FADD. Фосфорилированный FADD может вызывать остановку клеточного цикла G2/M, потенциально за счёт повышения стабильности p53. Следовательно, лекарства, которые могут активировать этот путь, могут иметь терапевтический потенциал. Однако высокий уровень фосфорилированного FADD коррелирует с плохим прогнозом при многих злокачественных заболеваниях, таких как рак головы и шеи. Вероятно, это связано с активацией пути NF-κB, который является антиапоптотическим. Следовательно, ингибирование фосфорилирования FADD может развиваться как потенциальная противораковая стратегия. Например, было высказано предположение, что ингибирование FADD может работать как потенциальная таргетная терапия лекарственно-устойчивого рака яичников.

## Взаимодействие
Было замечено, что FADD взаимодействует с рецептором Fas (FasR), а также со следующими белками:
- ABCA1[англ.],[40]
- ATG5,[16]
- C-FLIP,[30] MKRN1,[32]
- Казеинкиназа 1α,[21]
- DEDD,[41]
- MBD4[42]
- MYD88,[25]
- NACA,[43]
- PEA15,[44]
- RIPK1,[13]
- RIPK3,[13]
- TRADD,[15]
- TRAIL,[14]
- Прокаспаза 10,[11] и
- Прокаспаза 8.[11]